# QFRONT
QFRONT（キューフロント）は、東京都渋谷区にある商業ビル。渋谷スクランブル交差点に面した渋谷駅周辺のランドマークの一つであり、建物脇には渋谷センター街入口がある。

## 概要
QFRONT完成前、当地には東海銀行や渋谷宝塚劇場などが入る「峰岸ビル」（1960年竣工）があったが、渋谷スクランブル交差点前という好立地にかかわらず影の薄いものだった。渋谷をおひざ元とする東急百貨店グループにとって、同ビルの再開発は長年の課題だったが、800平方メートルに満たない中途半端な敷地面積が通常のショッピングセンター的な開発を阻んでいた。
1990年代に入り、東急グループの渋谷再開発（渋谷マークシティ、セルリアンタワー）の一環で、再開発計画が持ち上がる。三浦守東急百貨店社長から相談を受けたアール・アイ・エーの近藤正一は、この場所には、"看板仕上げ”の建物か、内部の動きが透けて見えるような半透明の真っ白な建物か、どちらかと思い、漠然とした建物イメージが固まってきたころ、東急ハンズの業態開発に参画した浜野安宏が、メディアやデジタル関連のテナントを集積させ、建物は、透明か半透明のファサードで巨大な映像とアートで覆い、形態を感じさせないようにすることを提案。加えて「グレーター・シブヤ」（拡大渋谷圏）構想を唱え、女子高生が闊歩する駅周辺に商圏を狭めるのではなく、近隣の商業集積エリアである初台、恵比寿、三軒茶屋、六本木という半径3キロメートル圏まで拡大、そこに台頭するデジタル族という新しいターゲット層を取り込むという概念をひねりだし、浜野は総合プロデュースを手掛けることになった。
「不在建築」というコンセプトのもと建てられたQFRONTは、建物内部はラチス構造の無柱空間で、狭く変形した敷地ながら店舗面積を最大限確保。施工面では、敷地周辺の交通量や地下水が多量に出るという悪条件のなかで、地下鉄連絡通路との接続やダブルスキンなど、高い精度が要求された。
事業主は東急百貨店の子会社「札幌プラザ」（2003年に東急百貨店に吸収合併され法人解散）、運営はその子会社の「キューフロント」が行い、総工費は57億円だった。不動産は、親会社である東急百貨店が2002年に証券化し特別目的会社のキューエフ・アセット・ファンディングに信託受益権を売却。翌年9月、同社から東急リアル・エステート投資法人が信託受益権を取得している。 

### 街頭ビジョン
キューズ・アイ
建物の目玉はダブルスキン・カーテンウォールに内蔵された街頭ビジョン「キューズ・アイ（Q's EYE）」。2005年には老朽化に伴いビジョンを交換し、2013年には既存中央の「メインビジョン」（横13m×縦7.7m）の周囲を取り囲むように新たに配置した「アートビジョン」（横19m×縦23.9m）の設置工事が完了した。2種類となったLEDディスプレイのうち、メインビジョンではHD画質の映像にも対応するようになり、メインビジョンとアートビジョンを連動させることで、1200インチの一つの巨大画面として使用することも可能となった。ビジョンの運営管理はヒビノが受託している。
キューズ・アイには長期固定契約したスポンサーの広告をはじめ、インターネットから直接取り込んだ映像、公共情報などを配信。過去には「message a 55」と呼ばれる特別枠も組まれ、ルールに則た内容のコンテンツならば、個人を対象にイラストや映像等で作成したメッセージを流してもらうこともできた。
渋谷コークビジョン
2020年にはビル最上部となる地上から約40メートルの位置に、日本コカ・コーラが渋谷コークビジョン（媒体名は渋谷ICONICビジョン）を設置した。同ビジョンでは透過型LEDビジョンと、その背面からLED照明を当てることで立体感のある映像が上映されている。映像システム導入・運営は株式会社シーマが手掛けている。

## テナント
1・2階にスターバックス コーヒーSHIBUYA TSUTAYA店、地下2階～地上6階にTSUTAYAの旗艦店である「SHIBUYA TSUTAYA」（1999年12月開業）、7階に「TSUTAYA」と「WIRED CAFE」のコラボ店舗である「WIRED TOKYO 1999」、8階にTSUTAYAの業務スペース、配信イベント用スペースが配されている。
開業時は地下2階～地上4階が「SHIBUYA TSUTAYA」、5階がイベントスペース「e-style」、6階がデジタルスクール「ビット・バレー=シブヤ・デジハリ」、7階が東宝の映画館「渋谷シネフロント」、8階がダイニング・バー「ぷん楽」および1階～2階の「スターバックス コーヒーSHIBUYA TSUTAYA店」の構成であった。
リニューアル
2023年10月30日をもって、全面リニューアルのため休店。2024年4月25日にリニューアルオープン。

### フロア構成
- 8F　TSUTAYA（STUDIO）
- 7F　TSUTAYA（コラボレーションカフェ）[8]
  - オープン当初は渋谷シネフロント(TOHOシネマズ直営の東宝洋画系映画館が入店していた。同地にはかつて「渋谷宝塚劇場」<東宝邦画系映画館>があった)だったが、2010年1月22日をもって閉館。改装の後、TSUTAYAが入居、コミックフロアとして同年4月23日から営業開始した。1階にあった映画館券売窓口はこれに伴い閉鎖し、スターバックスのテイクアウト専用売り場として営業。
- 6F　TSUTAYA（IP SHOTEN）[9]
- 5F　TSUTAYA（POKÉMON CARD LOUNGE）[10]
- 4F　TSUTAYA（SHARE LOUNGE）[11]
- 3F　TSUTAYA（SHARE LOUNGE）[11]
- 2F　TSUTAYA（STARBUCKS）[12]
- 1F　TSUTAYA（SHIBUYA IP SQUARE A、STARBUCKS）[13]
- B1　TSUTAYA（SHIBUYA IP SQUARE B）[13]
- B2　TSUTAYA（ENTAME WONDERLAND）[14]

## ギャラリー

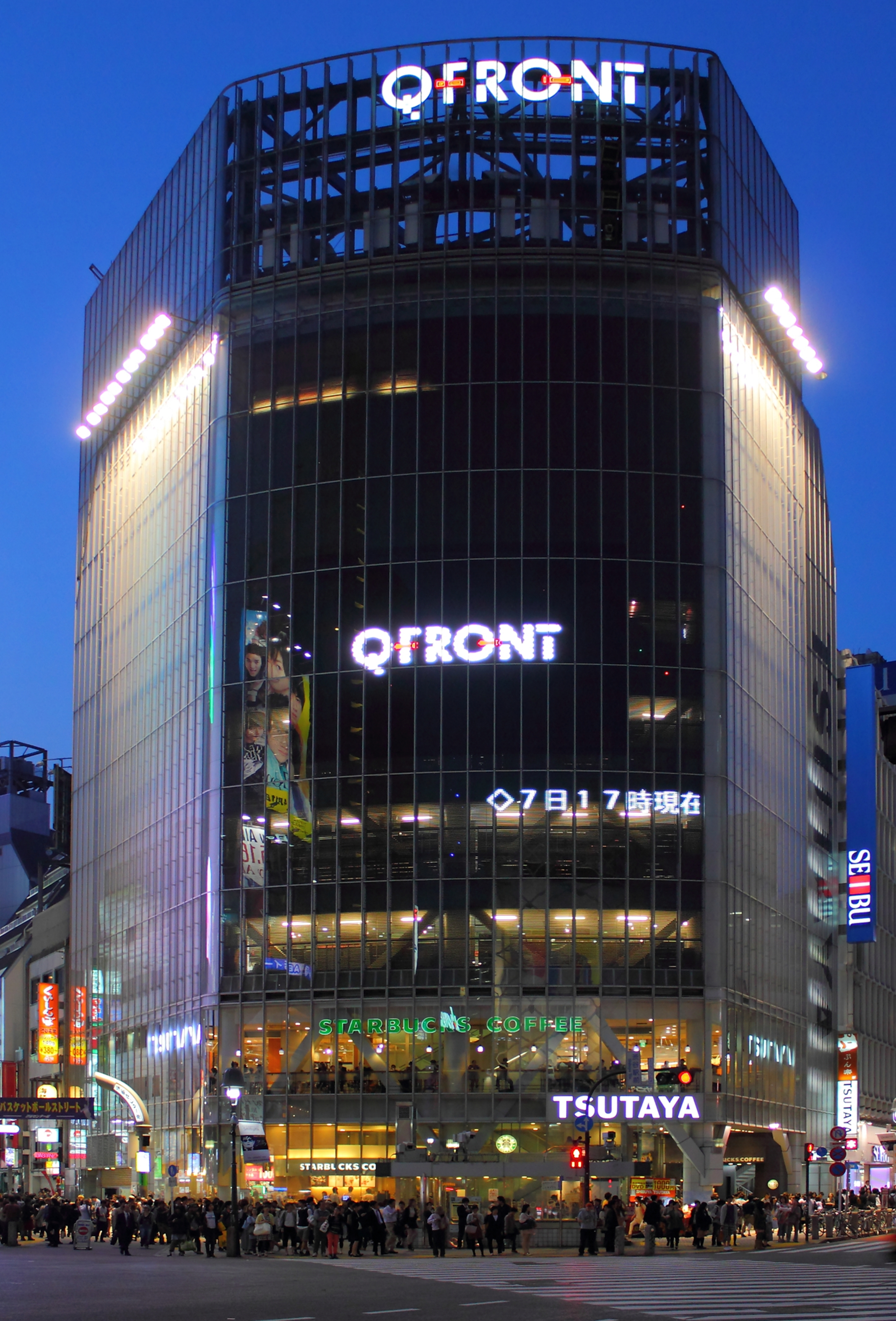
夜景
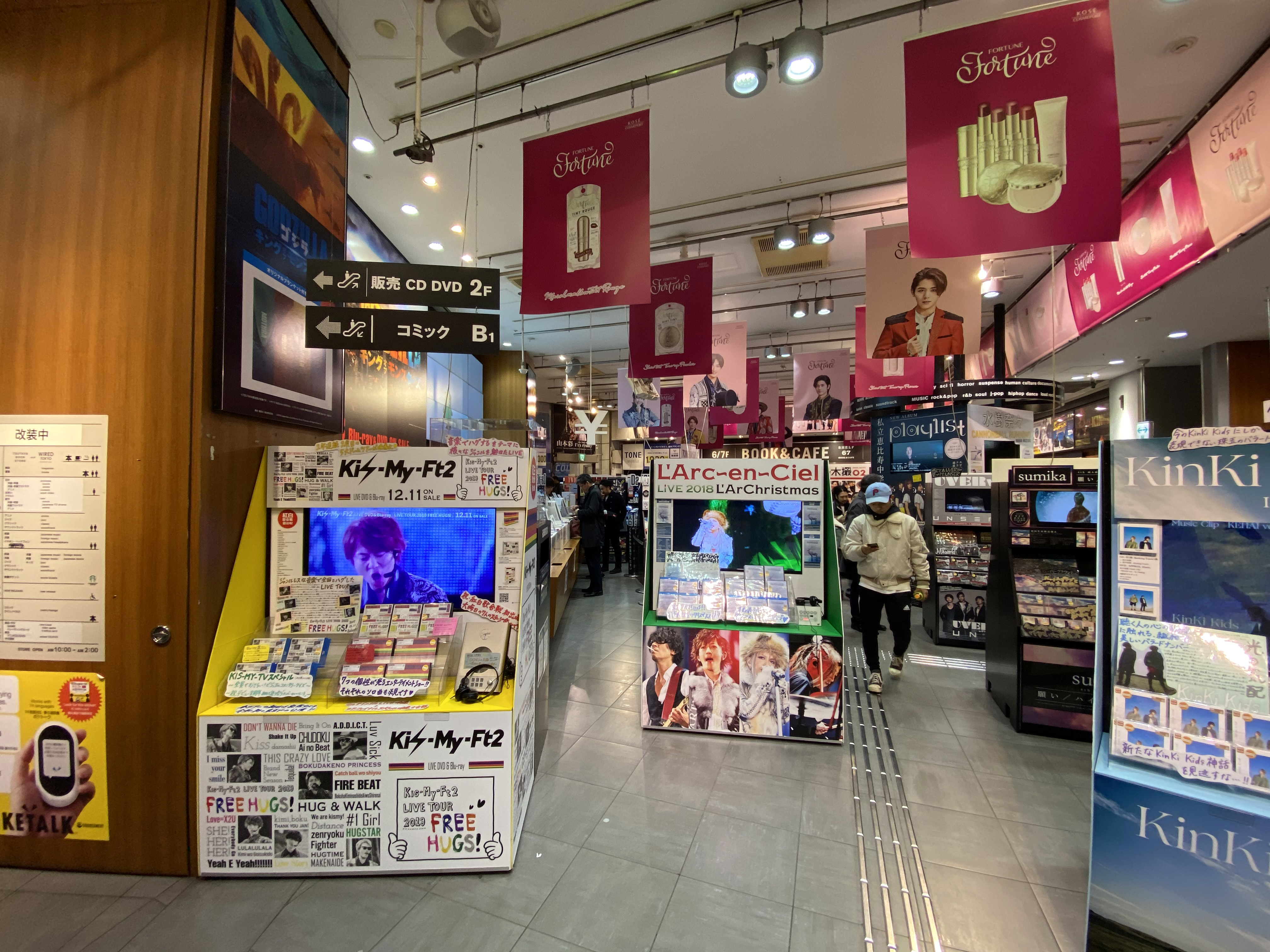
1階TSUTAYA（セルCD・DVD・Blu-ray）
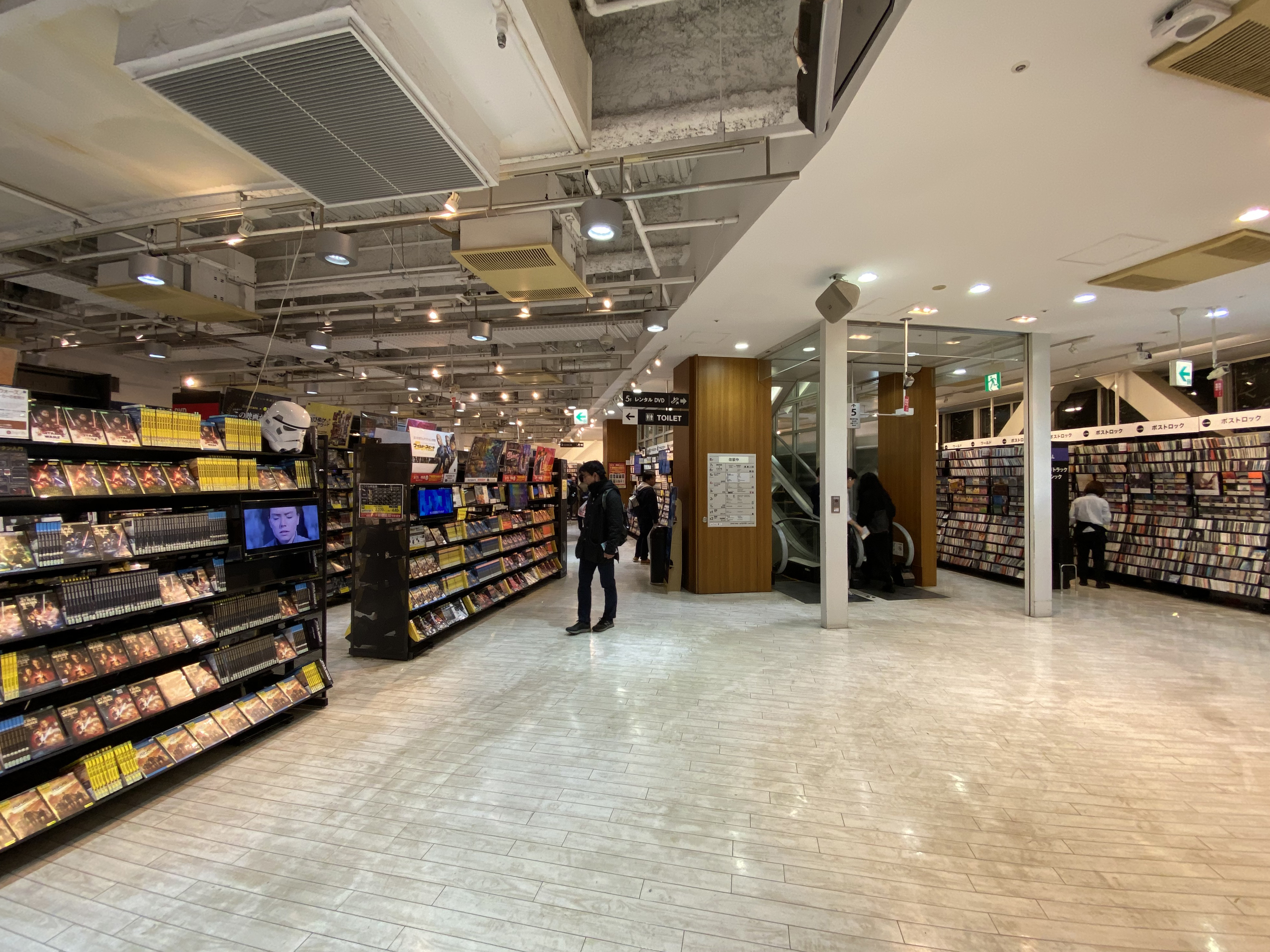
4階TSUTAYA（レンタルDVD・CD（邦画・アニメ・ジャズ・サントラ））
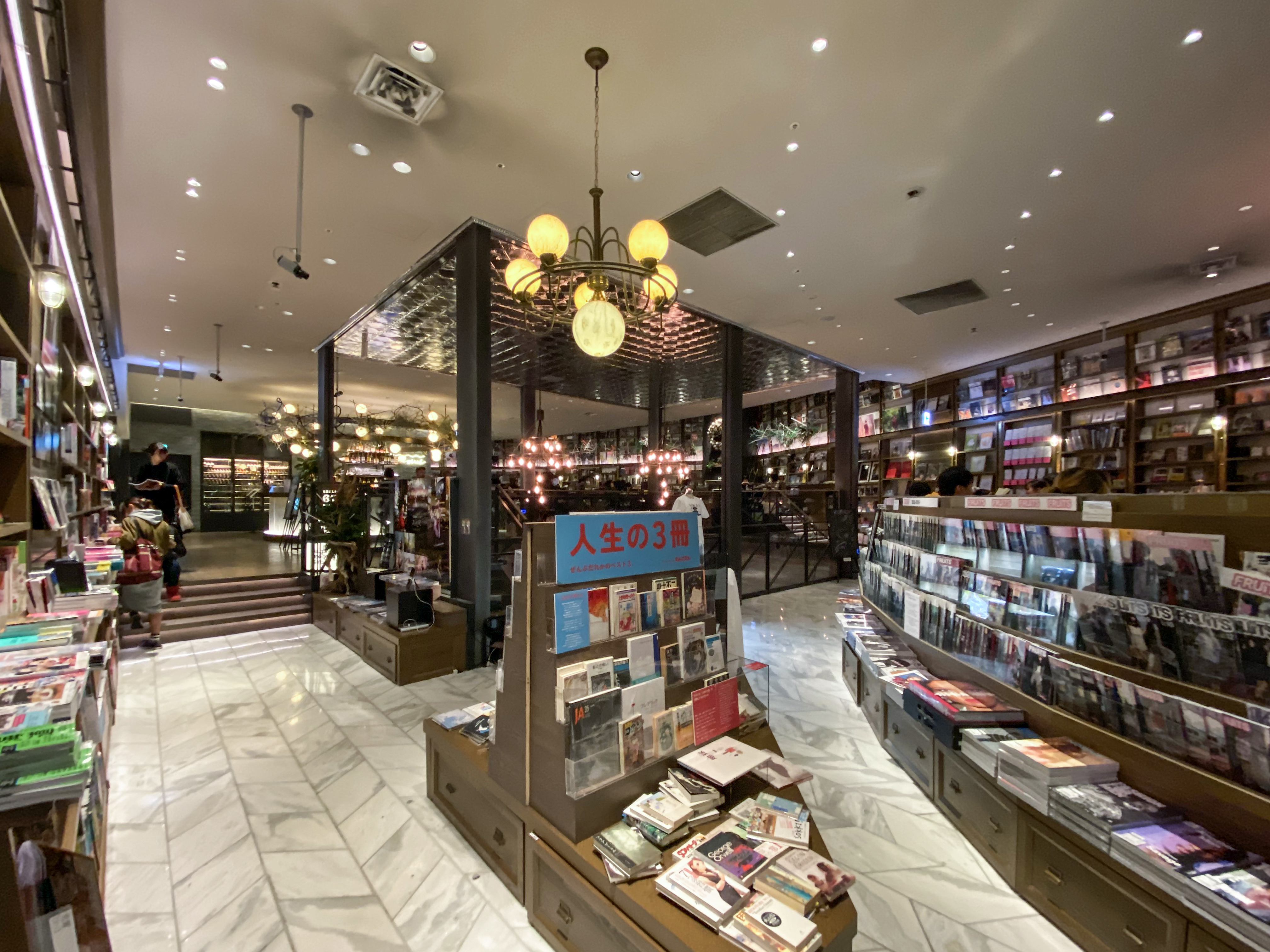
7階TSUTAYA（BOOK）
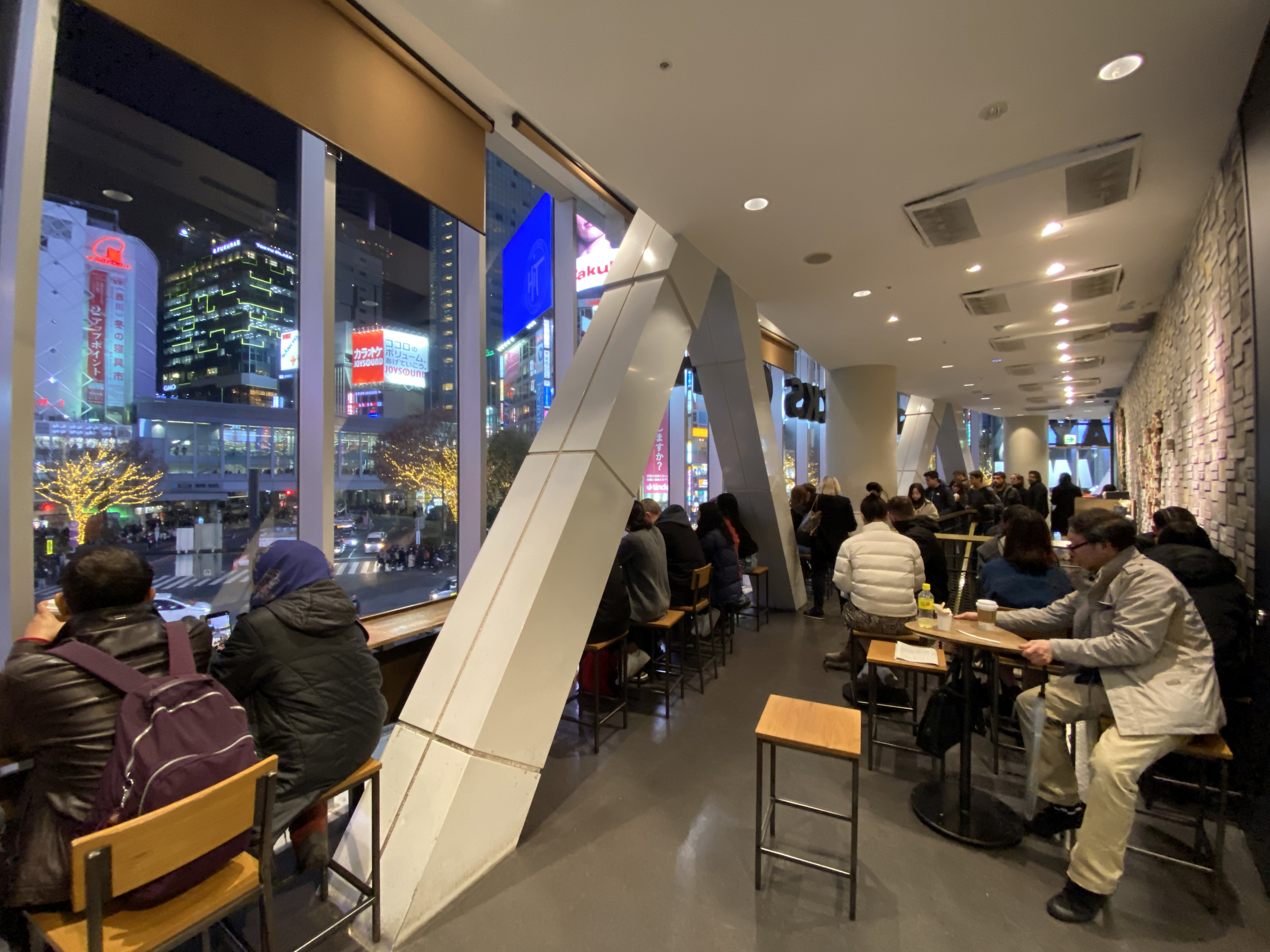
2階スターバックスコーヒー
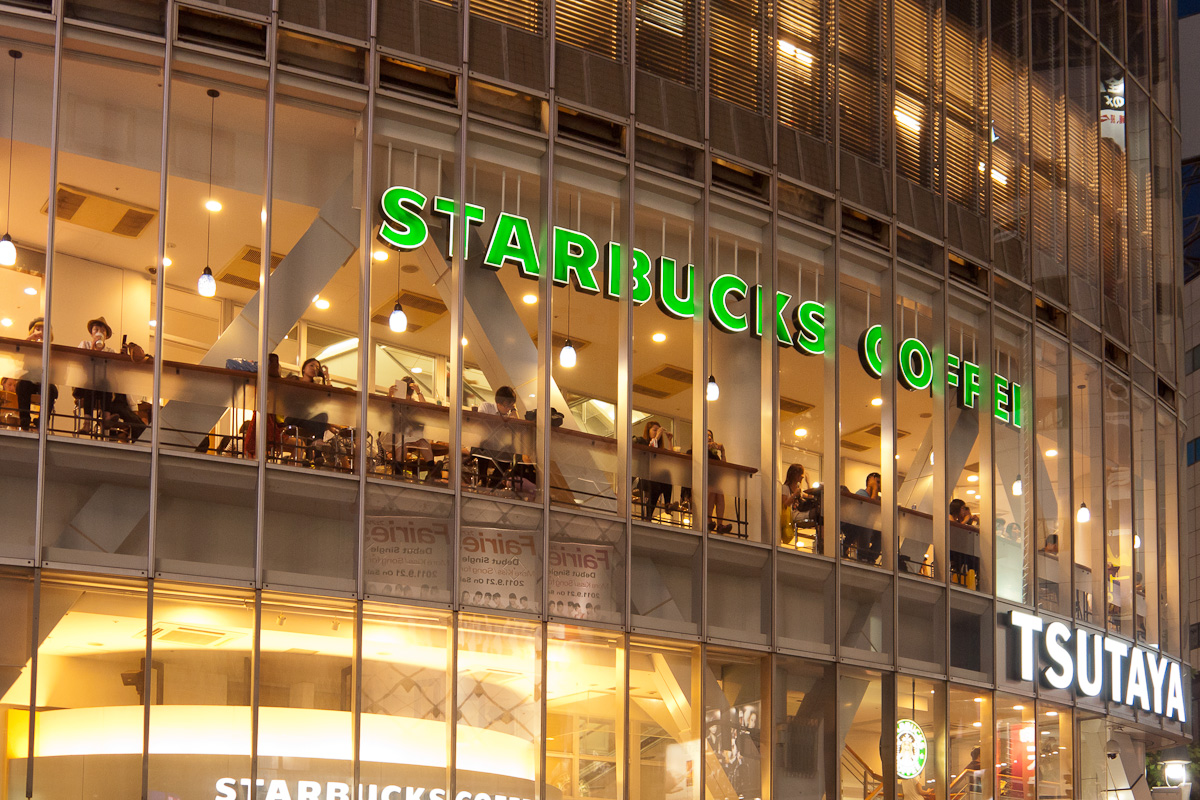
スターバックスコーヒー店舗